# Ilona Dankó
Ilona Dankó (6 de enero de 1973) es una deportista húngara que compitió en halterofilia.
Ganó una medalla de bronce en el Campeonato Mundial de Halterofilia de 1997 y cinco medallas en el Campeonato Europeo de Halterofilia entre los años 1994 y 2002.

## Palmarés internacional
| Campeonato Mundial | Campeonato Mundial     | Campeonato Mundial | Campeonato Mundial |
| Año                | Lugar                  | Medalla            | Categoría          |
| ------------------ | ---------------------- | ------------------ | ------------------ |
| 1997               | Chiang Mai (Tailandia) | Medalla de bronce  | 70 kg              |
| Campeonato Europeo |                        |                    |                    |
| Año                | Lugar                  | Medalla            | Categoría          |
| 1994               | Roma (Italia)          | Medalla de bronce  | 70 kg              |
| 1997               | Sevilla (España)       | Medalla de bronce  | 70 kg              |
| 1998               | Riesa (Alemania)       | Medalla de plata   | 75 kg              |
| 2001               | Trenčín (Eslovaquia)   | Medalla de plata   | 75 kg              |
| 2002               | Antalya (Turquía)      | Medalla de bronce  | 75 kg              |